# 路易斯·德·莫林纳
路易斯·德·莫林纳（1535年—1600年），又翻譯莫利納、莫連那等，文艺复兴时期欧洲西班牙帝国耶稣会会士。他的一生的绝大部分时光都在葡萄牙执教。其救贖論為莫林纳主义。

## 莫林納主義

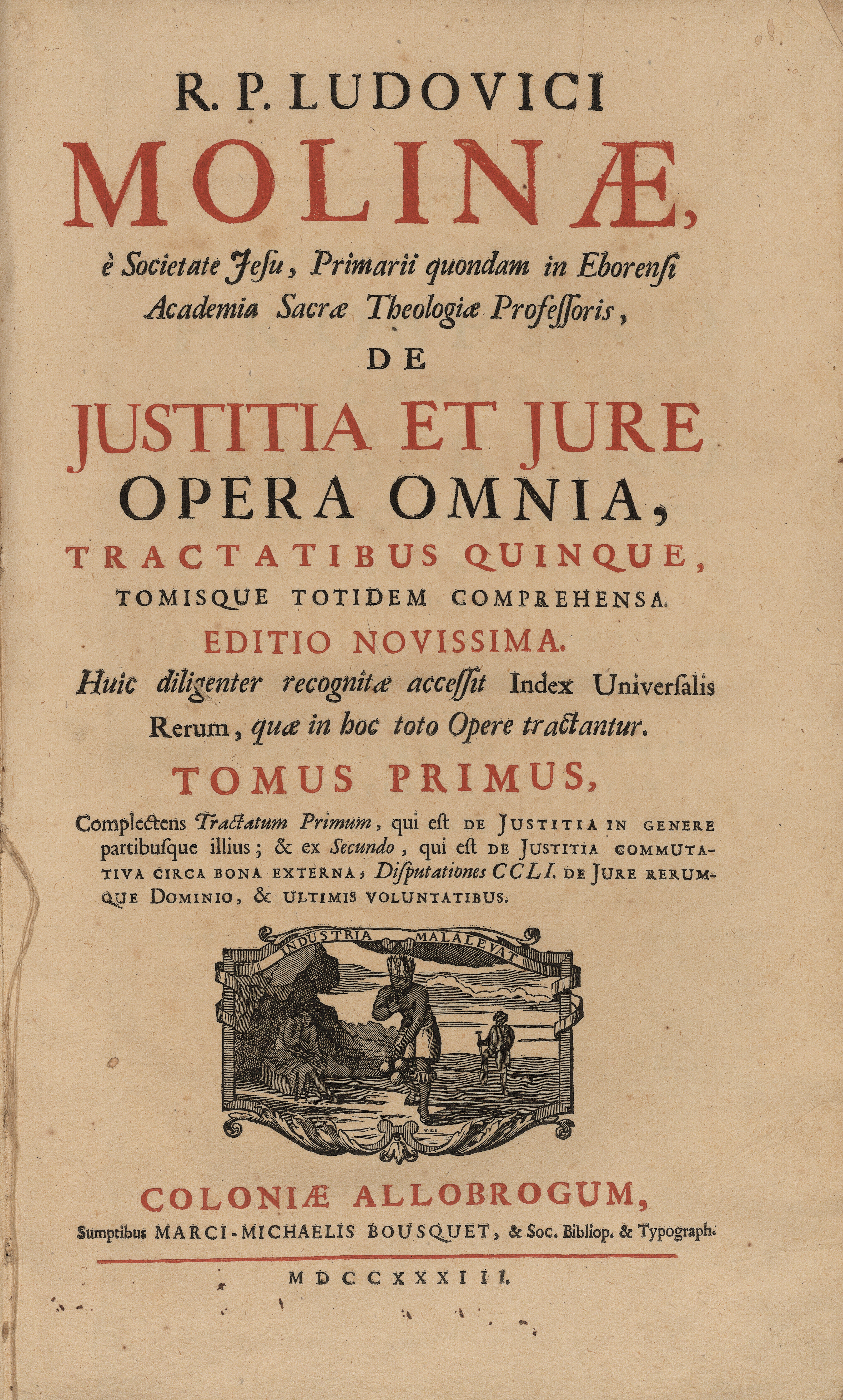
De iustitia et iure, 1733

莫林納主義（Molinism）為耶穌會神學家路易斯·德·莫林納（Luis de Molina）所創，又稱莫利納主義、莫連那主義、莫林那主義、莫林主義。莫林納與他的好友佩德羅·達·豐塞卡（Pedro da Fonseca）認為，天主有三種知識，第一是「必要知識」（Necessary Knowledge），必要知識是我們認知的科學真理，比如（例如，1+2=3，物件拋起後會落地，蔬菜可以喫，空心菜是蔬菜，空心菜可以喫）；第二是「自由知識」，此部分隱密難知，比如天主決定了某人會遇到的人、或某地區將發生的事。第三稱為「中間知識」（介於其他兩種知識之間）。由於天主擁有中間知識，知道在人在一切情境中的會實際做出甚麽樣的抉擇，因此，藉著中間知識，天主在不剝奪個人自由意志的狀況下，依然决定了这个世界的情境，給人類安排好了命運。莫林納主義一度是耶穌會信仰的救贖論。此種非決定論神學，幾乎將喀爾文主義和阿民念主義加以調和。

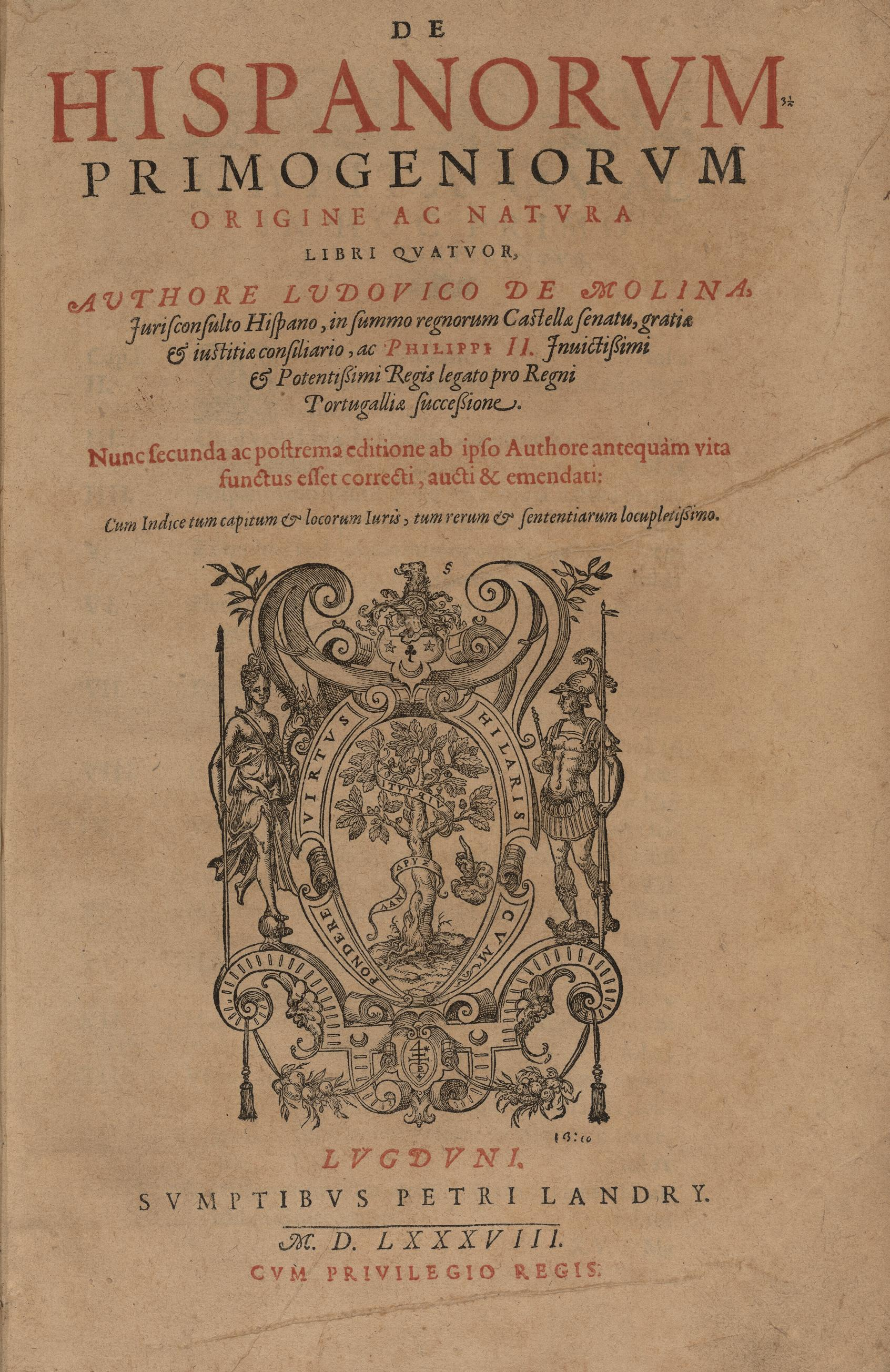
De Hispanorum primogeniorum origine ac natura, 1588

## 扩展阅读
- 本条目包含来自公有领域出版物的文本: Chisholm, Hugh (编).  (第11版). London: Cambridge University Press. 1911. The article can be found here:
- An article （页面存档备份，存于） by Alfred J. Freddoso on Luis Molina's thoughts.
- Article on Molina （页面存档备份，存于） from Catholic Encyclopedia (1911)
- Article on Molinism （页面存档备份，存于） from Catholic Encyclopedia (1911)
- Ulrich L. Lehner (ed.), Die scholastische Theologie im Zeitalter der Gnadenstreitigkeiten (monograph series, first volume: 2007) https://web.archive.org/web/20070812004619/http://www.bautz.de/rfn.html